# Kapsegler
Der Kapsegler (Apus barbatus) ist eine Vogelart aus der Familie der Segler (Apodidae). Die Art ist typisch für die großen Apus-Arten und ähnelt in der Gestalt stark dem Fahlsegler und dessen nahe verwandten Arten. Innerhalb dieser Verwandtschaft besitzt der Kapsegler die dunkelste Gefiederfärbung. Das fragmentierte Verbreitungsgebiet liegt in Afrika südlich der Sahara, hauptsächlich in Ost- und Südafrika, zudem auf Madagaskar. Er ist zumindest in Teilen seines Verbreitungsgebiets sehr häufig, und die Art wird deshalb von BirdLife International als „nicht gefährdet“ (least concern) eingestuft.

## Beschreibung
Der Kapsegler hat eine Körperlänge von 16 Zentimetern, die Flügellänge liegt zwischen 172 und 186 Millimetern, das Gewicht beträgt durchschnittlich etwa 42 Gramm. Der Körper ist wie beim Fahlsegler im Vergleich zum in Mitteleuropa häufigen Mauersegler etwas massiger, die Flügel wirken weniger spitz.

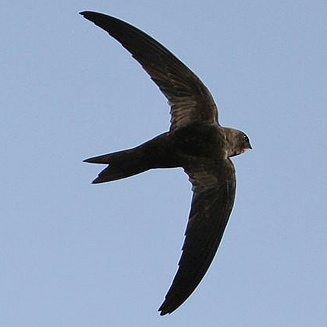
Kapsegler im Flug bei Kapstadt

Die Unterseite des Kapseglers ist schwarz, mit Ausnahme des nahezu dreieckigen, weißlichen Kehlflecks, der individuell unterschiedlich groß sein kann. Die umgebenden beinahe schwarzen Federn verstärken den Kontrast, dennoch ist der Kehlfleck nicht immer auffällig. Der mittlere Rücken ist ebenfalls fast schwarz und zeigt einen bläulichen Schimmer.
Auf der Unterseite des Flügels ist das Gefieder zum Körper hin (proximal) heller als außen, besonders die großen Armdecken und die Armschwingen sind blasser gefärbt als der Rest des Flügels. Dieser Kontrast ist aber bei weitem nicht so stark wie beim Braunsegler, der einzigen ähnlichen Art, deren Brutgebiet sich mit dem des Kapseglers überschneidet. Der Kapsegler ist aber meist leicht vom Braunsegler zu unterscheiden, da der helle Kehlfleck des Kapseglers wesentlich deutlicher und die Gefiederfärbung des Braunseglers braun statt schwarz ist.
Gegenüber dem Mauersegler, der während des Südsommers mit dem Kapsegler zusammentrifft, ist neben der Gestalt die hellere Unterseite des inneren Flügels das beste Unterscheidungsmerkmal. Im Vergleich zum Mauersegler ist der Kontrast zwischen innerem und äußerem Flügel beim Kapsegler wesentlich deutlicher.
Der am häufigsten zu hörende Ruf des Kapseglers ist typisch für die Gattung Apus, er ist aber deutlich höher als der des Mauerseglers und klingt somit zischender.

## Verbreitung und Wanderungen

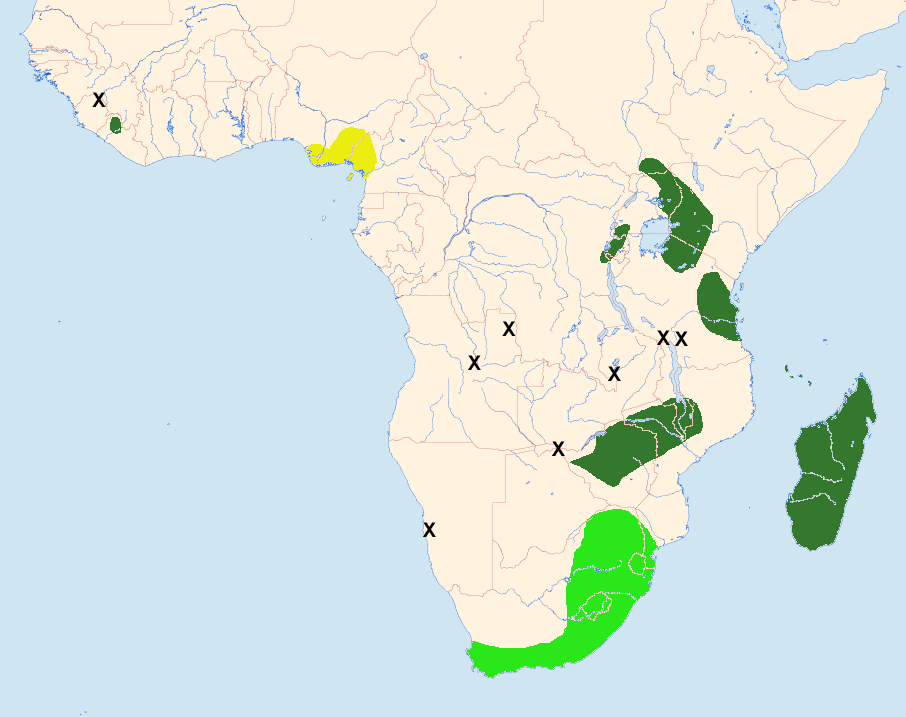
Verbreitungsgebiet des Kapseglers: hellgrün = Brutgebiet, dunkelgrün = Standvogel, gelb = Winterquartier, weitere Gebiete mit vereinzelten Sichtungen sind durch Kreuze markiert

Das Verbreitungsgebiet des Kapseglers ist verstreut über Afrika südlich der Sahara, hauptsächlich in Ost- und Südafrika, zudem auf Madagaskar. Eine genaue Dokumentation des Brutgebiets dieser Art wird durch zahlreiche Einzelsichtungen außerhalb des bekannten Areals erschwert sowie durch Verwechslungen mit anderen Arten. Möglicherweise ist das Brutgebiet größer als bisher bekannt. 
Die westlichsten Vorkommen des Kapseglers liegen in Sierra Leone, im nördlichen Liberia, im Süden Nigerias, im Südwesten Kameruns, auf Bioko, im Nordosten Angolas und im mittleren Küstenabschnitt Namibias. Möglicherweise handelt es sich dabei aber nur um „übersommernde“ Vögel, im nördlichen Liberia gilt die Art allerdings als Standvogel.

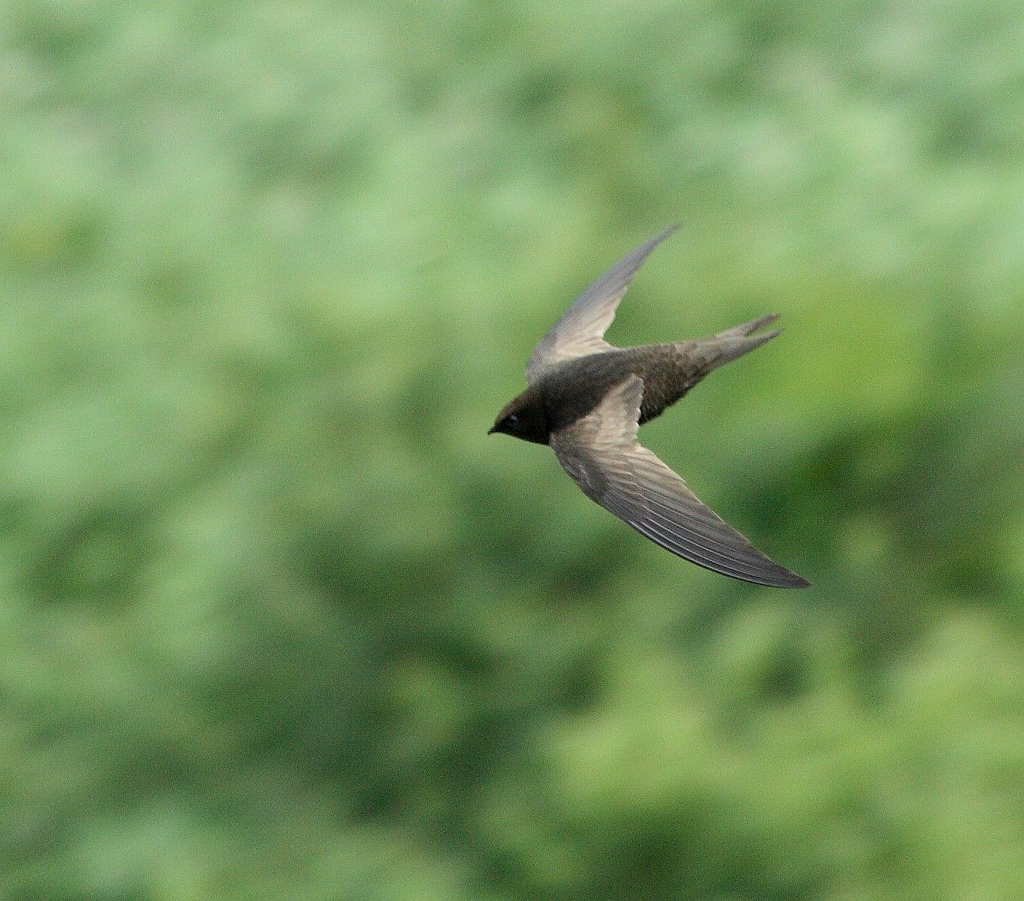
Kapsegler in KwaZulu-Natal an der Ostküste Südafrikas

In Ostafrika kommt der Kapsegler vom Osten Ugandas – beispielsweise am Mount Moroto – östlich bis Kenia und bis in den äußersten Norden Tansanias vor. Ein weiteres, isoliertes Vorkommen besteht im Nordosten Tansanias. Weiter westlich gibt es noch ein kleineres Verbreitungsgebiet, das vom Osten der Demokratischen Republik Kongo bis in den Südwesten Ugandas reicht. In diesen drei Gebieten ist die Art Standvogel.
Ein weiteres, größeres Verbreitungsgebiet erstreckt sich vom Westen Mosambiks und dem Süden Malawis und reicht südwestlich bis in den Osten und Norden Simbabwes. Auch hier sind die Vögel das ganze Jahr anzutreffen. Dagegen verlassen die Populationen Südafrikas im Winter der Südhalbkugel das Brutgebiet. Dieses Gebiet erstreckt sich von Transvaal über die Provinzen KwaZulu-Natal, Ostkap bis Kapstadt in der Provinz Westkap. Es gibt weitere isolierte Vorkommen zwischen diesen afrikanischen Hauptgebieten, vor allem in Sambia, Botswana und Simbabwe, unter anderem in der Nähe der Victoriafälle. In einigen dieser Gebiete wird vermutet, dass es sich dabei um aus anderen Gebieten stammende Zugvögel handelt, teilweise gibt es aber auch Brutnachweise. Östlich des afrikanischen Festlands kommt der Kapsegler noch auf Madagaskar vor, vor allem im Tiefland, zudem auf den Komoren.

## Lebensraum
Der Kapsegler kommt vorwiegend im feuchten Bergland vor, findet sich aber auch in an solche Gebiete angrenzenden Lebensräumen, auch in tieferen Lagen. In einigen Gebieten kommt er an der Steilküste vor, beispielsweise in der Nähe von Kapstadt. Das Brutgebiet liegt hauptsächlich in einem Höhenbereich zwischen 1600 und 2400 Metern, seltener darunter, aber gelegentlich auch auf Meereshöhe. Auf den Komoren findet sich der Kapsegler in allen Lebensräumen der Inselgruppe.

## Verhalten und Nahrungserwerb
Wie der Mauersegler ist auch der Kapsegler gesellig. Er ist in Schwärmen mit Hunderten von Individuen anzutreffen, aber auch vereinzelt. Mit anderen Seglerarten bildet er gemischte Schwärme. Bei der Nahrungssuche tendiert er dazu, in niedrigeren Luftschichten nach Insekten zu jagen als der Weißbürzelsegler oder der Alpensegler, besonders bei schlechtem Wetter. Der Kapsegler jagt über den Baumkronen der Wälder und zudem auch auf niedrigerer Höhe unterhalb großer Bäume, wenn der Wald lichter ist. Käfer, Ameisen und Termiten wurden als Nahrungsbestandteile nachgewiesen.

## Fortpflanzung
Die Brutzeit liegt im ostafrikanischen Teil des Verbreitungsgebiets in kalten, trockenen Zeiträumen, in der Jahresmitte oder in der Regenzeit. In Südafrika reicht die Legezeit von September bis Februar, in Malawi sowie Simbabwe von August bis September und in Madagaskar von November bis März.
Der Kapsegler ist ein Koloniebrüter, es gibt gemeinsame Kolonien mit dem Alpensegler (Tachymarptis melba). In Ostafrika zeigt der Kapsegler eine Vorliebe für hohle Bäume, insbesondere der Ostafrikanische Wacholder (Juniperus procera) wird als Nistplatz bevorzugt. In Südafrika gibt es neueren Beobachtungen zufolge auch Baumbrüter, vorwiegend brütet die Art dort aber in Felswänden – wenn diese nicht aus Granit bestehen. In der Gegend von Kapstadt gibt es direkt am Meer liegende Brutkolonien, manche sind so nahe am Wasser, dass die Brutnischen zeitweise durch Gischt befeuchtet werden.
Als Nistmaterial wird vorwiegend Gras verwendet, aber auch Distelwolle und Federn, die der eigenen Art und anderer Arten. Das Nest ist eine flache Schale, es wird mit Speichel verklebt und auch mit Speichel am Untergrund fixiert. Der untere Teil des Nests sieht unordentlich aus, oben wirkt es ziemlich fein, ist aber dennoch robust. Das Gelege besteht aus einem oder zwei Eiern mit einer durchschnittlichen Größe von 25,9 × 16,8 Millimetern.

## Bestand und Gefährdung
Die Größe des Verbreitungsgebiets wird auf  600.000 km² geschätzt. Zahlen für den weltweiten Bestand liegen nicht vor. Insgesamt gesehen wird die Art als ungefährdet eingestuft, allerdings ist die Häufigkeit regional sehr unterschiedlich. Beispielsweise ist der Kapsegler in Südafrika häufig, dagegen sind die Sichtungen der Art in Westafrika äußerst selten. Auf den Komoren und auf Madagaskar bestehen gute Vorkommen. In den ostafrikanischen Teilen des Verbreitungsgebiets ist der Kapsegler weit weniger häufig als in Südafrika und nur gebietsweise regelmäßig anzutreffen. Da in diesem Teil des Verbreitungsgebiets die Art vorwiegend auf Bäumen brütet, wirken sich Rodungen hier möglicherweise negativ aus, zumal die Vögel auch weiterhin große Bäume als Brutplätze auswählen, wenn der diese umgebende und zur Nahrungssuche bevorzugte Wald gerodet wurde.

## Systematik
Der Kapsegler gehört zur pallidus-Superspezies. Dieser gehören neben ihm noch der Fahlsegler, der Sokotrasegler und der Damarasegler an. In der Gestalt ähneln sich alle Arten der Gruppe, sie unterscheiden sich jedoch in der Gefiederfärbung, wenn auch nicht deutlich. Dabei ist tendenziell das Gefieder der in trockenen Gebieten lebenden Arten heller als das der in Feuchtgebieten vorkommenden.

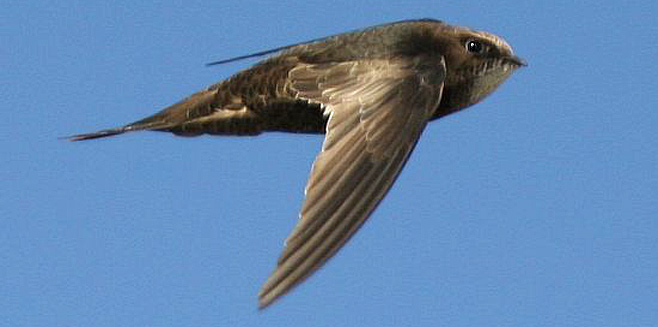
Nominatform

Es werden neun Unterarten unterschieden, wobei zwei davon – sladeniae und balstoni – von manchen Autoren als eigene Arten gesehen werden. Drei weitere werden aufgrund der geringen untersuchten Individuenzahl von einigen Autoren in Frage gestellt. 
- Apus barbatus barbatus (Sclater, 1866): Die Nominatform besiedelt Südafrika und ist Zugvogel. Das Aussehen entspricht obiger Beschreibung.
- Apus barbatus glanvillei Benson, 1967: Diese Unterart begründet sich lediglich auf zwei untersuchte Individuen aus Rokupr in Sierra Leone. Die Vertreter sind etwas dunkler gefärbt als die Nominatform, aber sonst sehr ähnlich.
- Apus barbatus sladeniae (Ogilvie-Grant, 1904): Diese Unterart kommt sehr verstreut im Westen Afrikas vor. Sie ist noch dunkler als die Nominatform und auch als glanvillei gefärbt, auch im Bereich der Kehle; der Kehlfleck fehlt einigen Individuen. Die enormen Größenunterschiede innerhalb dieser Unterart machen ihre Gültigkeit aber fragwürdig.
- Apus barbatus serlei De Roo, 1970: Die einzigen Sichtungen dieser Unterart stammen aus Bamenda in Kamerun. Ihre Vertreter sind offenbar dunkler als die Nominatform, ihnen fehlt der blaue Schimmer des Rückengefieders.
- Apus barbatus roehli Reichenow, 1906: Diese Unterart ist weit verbreitet im Osten Afrikas. Die Vertreter sind kleiner als die Nominatform und das Gefieder ist dunkler. Die Flügellänge reicht von 164 bis 176 Millimetern.
- Apus barbatus hollidayi Benson und Irwin, 1960: Diese Unterart ist auf das Gebiet um die Victoriafälle beschränkt. Die Vögel sind blasser als die Nominatform, der Rücken ist wie die Flügeldecken gefärbt.
- Apus barbatus oreobates Brooke, 1970: Ähnlich wie roehli, jedoch etwas langflügeliger sind die Vertreter dieser Unterart. Sie kommt in Simbabwe und Mosambik vor.
- Apus barbatus balstoni (Bartlett, 1880): Diese auf Madagaskar vorkommende Unterart ähnelt ebenfalls roehli, ist aber ein klein wenig dunkler. Am deutlichsten ist der Unterschied bei den kleinen Armdecken, die genauso dunkel wie die Handschwingen sind.
- Apus barbatus mayottensis (Nicoll, 1906): Die Vertreter der Komoren ähneln balstoni, die Gefiederfärbung ist jedoch ein klein wenig bräunlicher.